# Granges-la-Ville
Granges-la-Ville és un municipi francès situat al departament de l'Alt Saona i a la regió de Borgonya - Franc Comtat. L'any 2007 tenia 233 habitants.

## Demografia

### Població
El 2007 la població de fet de Granges-la-Ville era de 233 persones. Hi havia 84 famílies, de les quals 20 eren unipersonals (20 homes vivint sols), 20 parelles sense fills, 40 parelles amb fills i 4 famílies monoparentals amb fills.
La població ha evolucionat segons el següent gràfic:
Habitants censats

### Habitatges
El 2007 hi havia 99 habitatges, 87 eren l'habitatge principal de la família, 2 eren segones residències i 10 estaven desocupats. 84 eren cases i 15 eren apartaments. Dels 87 habitatges principals, 67 estaven ocupats pels seus propietaris, 17 estaven llogats i ocupats pels llogaters i 3 estaven cedits a títol gratuït; 3 tenien dues cambres, 7 en tenien tres, 21 en tenien quatre i 55 en tenien cinc o més. 73 habitatges disposaven pel capbaix d'una plaça de pàrquing. A 43 habitatges hi havia un automòbil i a 42 n'hi havia dos o més.

### Piràmide de població
La piràmide de població per edats i sexe el 2009 era:
| Homes | Edats   | Dones |
| ----- | ------- | ----- |
| 0     | 95 o +  | 4     |
| 0     | 90 a 94 | 0     |
| 0     | 85 a 89 | 0     |
| 4     | 80 a 84 | 0     |
| 0     | 75 a 79 | 4     |
| 4     | 70 a 74 | 4     |
| 16    | 65 a 69 | 4     |
| 4     | 60 a 64 | 12    |
| 0     | 55 a 59 | 0     |
| 20    | 50 a 54 | 16    |
| 8     | 45 a 49 | 4     |
| 4     | 40 a 44 | 8     |
| 8     | 35 a 39 | 4     |
| 8     | 30 a 34 | 8     |
| 0     | 25 a 29 | 4     |
| 4     | 20 a 24 | 4     |
| 8     | 15 a 19 | 4     |
| 4     | 10 a 14 | 12    |
| 8     | 5 a 9   | 20    |
| 0     | 0 a 4   | 12    |

## Economia
El 2007 la població en edat de treballar era de 136 persones, 97 eren actives i 39 eren inactives. De les 97 persones actives 83 estaven ocupades (47 homes i 36 dones) i 14 estaven aturades (5 homes i 9 dones). De les 39 persones inactives 8 estaven jubilades, 8 estaven estudiant i 23 estaven classificades com a «altres inactius».

### Ingressos
El 2009 a Granges-la-Ville hi havia 85 unitats fiscals que integraven 223 persones, la mediana anual d'ingressos fiscals per persona era de 15.588 €.

### Activitats econòmiques
Dels 2 establiments que hi havia el 2007, 1 era d'una empresa extractiva i 1 d'una empresa alimentària.
L'únic establiment comercial que hi havia el 2009 era una fleca.
L'any 2000 a Granges-la-Ville hi havia 5 explotacions agrícoles.

## Equipaments sanitaris i escolars
El 2009 hi havia una escola elemental integrada dins d'un grup escolar amb les comunes properes formant una escola dispersa.

## Poblacions més properes
El següent diagrama mostra les poblacions més properes.